# 납본 제도
납본 제도 (納本制度, legal deposit)는 새로 발행 제작된 출판물을 특정 기관 (도서관)에 견본으로 삼아 의무적으로 제출하는 제도를 말한다. 주로 국립도서관 같은 경우에는 관련법에 의거하여 각 출판사의 출판물을 납본받도록 하는 경우가 많다.

## 국가별 현황

### 대한민국
대한민국에서는 도서관법 제20조 (도서관자료의 납본)에 의거하여, 어느 누구든 도서관 자료를 발행 혹은 제작한 경우에는 그 발행일 혹은 제작일로부터 30일 이내에 해당 자료를 국립중앙도서관에 납본하도록 되어 있다. 수정 증보판인 경우에도 동일하게 적용되며, 국제표준자료번호를 부여받은 온라인 자료의 경우에도 제21조에 따라 납본하도록 하고 있다.
관련 법령으로 규정된 공공기관이 도서관 자료를 국립중앙도서관에 납본하는 경우에는 디지털 파일 형태로도 납본하여야 하며, 장애인을 위한 독서자료, 학습 교재, 이용설명서 등의 변환∙제작을 위해 디지털 파일 형태로 납본을 요청할 경우, 특별한 사유가 없는 한 납본에 응하여야 한다. 디지털 자료의 경우 2017년 8월 1일부터 납본제도 시행에 들어갔다.
납본의 대상이 되는 '도서관 자료'로는 인쇄 자료, 필사 자료, 시청각 자료, 마이크로 형식 자료, 전자 자료, 그리고 장애인을 위한 특수치료 등 지식정보자원 전달을 목적으로 정보가 축적된 모든 자료로 도서관이 수집, 정리, 보존하는 자료를 말한다.

## 같이 보기
- 학술기관 리포지터리